# 秦襄公
秦襄公（約前833年—前766年），嬴姓。西周和春秋时期秦国君主，也是秦国被正式封为诸侯的第一代君主。秦庄公次子，在位12年。

## 生平

### 继位
前778年，秦庄公去世，其长子世父因讨伐西戎，让太子之位于弟秦襄公，秦襄公继位。
秦襄公继位后，面对西戎咄咄逼人的态势，一方面于前777年将妹妹缪嬴嫁与西戎丰王为妻，分化戎人；另一方面于前776年迁都于汧（今陕西省陇县南），将秦国势力范围向东迁移。同年，西戎包围西犬丘（今甘肃省礼县境内），公子世父率军迎击，被西戎俘虏。过了一年多西戎才放还公子世父。

### 始封诸侯
周幽王在位期间政治腐朽，为博宠爱的妃子褒姒一笑，多次用烽火戏诸侯的方式将诸侯军队骗至京师，致使诸侯众叛亲离。後幽王废申后及太子宜臼，另立褒姒為王后及其子伯服為太子，宜臼逃奔外祖父的申國。前771年，申侯 ( 宜臼之外祖父 ) 联合缯国和犬戎進攻西周首都鎬京（今陕西省西安市长安区斗门街道以北），周幽王命士兵点起烽火召集诸侯救援，但諸侯有前車之鑑認為又是幽王博嬪一笑的戲碼，故没有派兵，周幽王遂在骊山下被犬戎杀死，鎬京陷落，犬戎在京城大肆洗劫，九鼎被盜，周室財寶亦一掃而空。
周幽王死后，申侯在申國擁立廢太子宜臼為周天子，是為周平王，秦襄公救回了九鼎，並護送平王回京，但鎬京殘破。平王遂迁都至東方的雒邑（今河南省洛阳市王城公园附近），延續國祚，即史稱東周之始。秦襄公亦派兵一路護送東遷，周平王嘉其救鼎及護駕之功，封其為伯爵，列为諸侯，并向秦襄公承诺说：“西戎不讲道义，侵占我岐山、沣河的土地，秦国人如果能赶走西戎，那么被占领的土地就归秦国所有”。秦襄公是秦國正式列為諸侯的第一代君主。秦襄公随后与其他诸侯国互通使节，互致聘问献纳之礼。
秦襄公成为诸侯后，居住于西垂宫。他认为嬴秦家族是白帝少昊氏的后代，于前770年建西畤，用黑鬃赤身的小马、黄牛、公羊各一匹祭祀白帝。

### 整兵备战
秦襄公被封为诸侯后，在秦国国内积极整兵备战，准备讨伐西戎。据《诗经》记载，秦国国内此时出现了用于作战的兵车，兵车上配有各种毛色的战马，有的战马身上配备有甲衣。秦国人同时制造了各种锋利的武器，如锋利的三锋矛，以朱羽为饰的盾，以虎皮为饰的弓等。

### 去世
前766年，秦襄公率军攻打西戎至岐山，在这次东征中去世，葬于西垂陵园（简称西垂，今甘肃省礼县永兴乡大堡子山西垂陵园），其子秦文公继位。

## 文学形象
长篇历史小说《东周列国志》中，秦襄公于第三回《犬戎主大闹镐京　周平王东迁洛邑》中登场，记载其姓嬴名开，与卫武公、郑武公和晋文侯共同击退犬戎，迎立周平王。在第四回《秦文公郊天应梦 郑庄公掘地见母》中，周平王赐给秦襄公被犬戎占领的岐丰之地，秦襄公回国后整兵备战，大败犬戎。犬戎将领孛丁、满也速皆战死，犬戎王被迫向西撤退。秦襄公拓地千里，使秦国成为大国。